# 小行星8379
小行星8379（英語：8379 Straczynski）是一颗围绕太阳公转的小行星。1992年9月27日，太空监视在基特峰发现了此天体。
这颗小行星的绝对星等为69.09636468584996等。